# IUS Brașov
IUS Brașov este o companie producătoare de scule de mână din România.
A fost fondată în anul 1833 și face parte din grupul industrial francez MOB Outillage începând din anul 1998.
În anul 2006, compania și-a vândut terenul și clădirile, iar activitatea de producție a fost relocată, ulterior, în afara Brașovului.
Cifra de afaceri:
- 2007: 31 milioane lei[1]
- 2006: 33,1 milioane lei[1]